# Hipposideros lekaguli
Hipposideros lekaguli — є одним з видів кажанів родини Hipposideridae.

## Поширення
Країни поширення: Малайзія, Філіппіни, Таїланд. Зазвичай знаходиться нижче 400 м над рівнем моря. Всі відомі сідала знаходяться у вапнякових печерах; вид може вижити в деградованих лісах і навіть фрагментах лісу в межах плантацій цукрової тростини.

## Загрози та охорона
Загрозами є порушення печер, також полювання.